# Vanlig pungekorre
Vanlig pungekorre eller ringsvansopossum (Pseudocheirus peregrinus) är ett pungdjur i familjen ringsvanspungråttor.
Djuret listades fram till 2014 som enda art i släktet Pseudocheirus och sedan 2014 godkänns den västra populationen åter som Pseudocheirus occidentalis.

## Kännetecken
Djuret är en av de mindre arterna i familjen. Vanlig pungekorre når en kroppslängd mellan 28 och 35 centimeter (utan svans) samt en vikt mellan 700 och 1100 gram. Själva svansen är 28 till 36 centimeter lång och används som gripverktyg. Pälsens färg varierar mycket mellan grå och rödbrun. Buken är vanligen ljusare eller helt vit. Påfallande är tofsar på öronen och den vita svansspetsen. Liksom andra arter i familjen har den ett litet huvud med korta öron. Vid de främre extremiteterna är två fingrar motsättliga.

## Utbredning och habitat
Arten är vanlig längs Australiens östra kustlinje, utbredningsområdet sträcker sig från Queensland till östra South Australia. Dessutom finns arten på Tasmanien. Habitatet utgörs främst av skogar, till exempel regnskogar eller skogar med träd av eukalyptussläktet, men vissa individer lever i buskland. Torra regioner undviks oftast.
Population vid Western Australias sydvästra spets listas sedan 2014 som Pseudocheirus occidentalis.

## Levnadssätt
Vanlig pungekorre är aktiv på natten. På dagen sover den i bon av blad, bark och ormbunkar eller i trädens håligheter som fodras med löv. Den vistas sällan på marken och tillbringar nästan hela livet i träd. I motsats till de andra medlemmarna i samma familj lever arten vanligen i mindre grupper. Gruppen består av en hanne, en eller två honor och deras ungdjur. När individerna lever ensamma är de aggressiva mot artfränder.
Födan utgörs främst av blad, dessutom äter djuret blommor, knopp, nektar och frukter.

## Fortplantning
Honor har en bra utvecklad pung med fyra spenar. De kan para sig en eller två gånger om året (mycket sällan tre gånger) och sedan föds efter ungefär 28 dagars dräktighet en till tre ungar. Ungarna lever sina första fyra månader i pungen. Efter 6 till 7 månader slutar honan att ge di och efter cirka ett år är ungarna könsmogna. Individerna blir i naturen sällan äldre än tre till fyra år. I fångenskap blir de upp till åtta år gamla.

## Hot
Fram till 1950-talet jagades arten på Tasmanien för pälsens skull. Djuret vistas ibland i förorter till stora städer. I motsats till pungrävar undviker de människans sällskap och de anses därför inte som en plåga. Många individer dör i trafiken eller de dödas av katter. I vissa regioner, som Western Australia och Victoria, har de blivit sällsynta på grund av förstöring av levnadsområdet. Allmänt betraktas arten som livskraftig.

## Systematik
Artens närmaste släktingar finns i släktet Pseudochirulus. Vissa zoologer räknar dessa djur till samma släkte. Tidigare räknades även arterna från släktet Pseudochirops till släktet Pseudocheirus men efter nyare undersökningar bildar de ett eget släkte.